# Modern Priscilla
Modern Priscilla è il decimo album in studio della cantante britannica Cilla Black, pubblicato nel 1978.

## Tracce
Side 1
1. Silly Boy (Dominic Bugatti, Frank Musker)
2. The Other Woman (Kenny Lynch, Steve O'Donnell, Colin Horton-Jennings)
3. Me and the Elephant (Barry Whiteland)
4. Keep Your Mind on Love (Kenny Lynch, Steve O'Donnell, Colin Horton-Jennings)
5. Putting it Down to the Way I Feel (Ken Gold)
6. Sugar Daddy (Miller)

Side 2
1. Opening Night (Dominic Bugatti, Frank Musker)
2. Brooklyn (Lesty Pedroski)
3. I Couldn't Make My Mind Up (Mike Hurst)
4. Heart Get Ready for Love (Dominic Bugatti, Frank Musker)
5. Love Lines (Kenny Lynch, Steve O'Donnell, Colin Horton-Jennings)
6. Platform Rocker (Sandy St. John, Mark Gibbons)